# Mamadou Diop (football)
Mamadou Diop, né le 3 janvier 2000 à Guédiawaye (Sénégal), est un footballeur international mauritanien qui évolue au poste de gardien de but au Grenoble Foot 38 en Ligue 2.

## Biographie

### Débuts et formation
Mamadou Diop, né le 3 janvier 2000 à Guédiawaye (Sénégal), commence le football au Istres FC.
Le 11 mai 2019, il fait ses débuts avec l'équipe première du Istres FC, lors de la 24e journée du groupe D de National 3 contre l'AS Géménosienne (défaite 3-1).
Le 5 juillet 2019, Mamadou Diop s'engage librement au FC Gueugnon.
Le 21 septembre 2019, il fait ses débuts avec le FC Gueugnon, lors de la 5e journée du groupe E de National 3 contre l'équipe réserve du Dijon FCO (victoire 3-1).
Mamadou Diop effectuera un total de 3 matchs pour 3 victoires avec le FC Gueugnon.

### FC Chambly
Durant l'été 2021, Mamadou Diop s'engage librement au FC Chambly en tant que 3e gardien.
Il fait ses débuts pour le FC Chambly, le 24 août 2019, lors du 5e tour Coupe de France contre l'US Chevrières Grandfresnoy (victoire 7-0), il réalise aussi son premier clean-sheet avec le club Oisien.
Il s’était engagé avec le FC Chambly en tant que 3e gardien mais terminera la saison titulaire en National.
Mamadou Diop effectuera un total de 11 matchs pour 3 victoires et 1 clean sheet avec le FC Chambly.

### Grenoble Foot 38
Le 19 juillet 2022, Mamadou Diop s'engage librement au Grenoble Foot 38 et signe son premier contrat professionnel, il paraphe un contrat d'une saison avec deux années en option.
Le 10 août 2023, Mamadou Diop prolonge avec le Grenoble Foot 38, il paraphe un contrat de trois saisons soit jusqu'en 2026.
Il fait ses débuts pour le GF38, le 24 août 2024, lors de la 2e journée de Ligue 2 contre le FC Lorient (défaite 2-0).
Le 20 septembre 2024, lors de la 5e journée de Ligue 2 contre le FC Martigues, Diop effectue son premier clean sheet avec le Grenoble Foot 38 (victoire 4-0).
Le 11 avril 2025, Mamadou Diop prolonge une deuxième fois avec le Grenoble Foot 38, il paraphe un contrat allant jusqu'en 2028.

### Parcours en sélection
Mamadou Diop est international mauritanien, il joue pour la Mauritanie depuis l'année 2024 pour un total de cinq matchs joués.